# Поштова марка

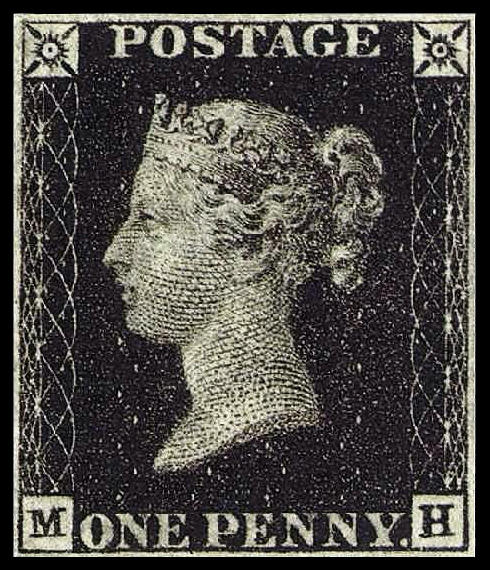
Перша у світі поштова марка — «Чорне пенні»

Пошто́ва ма́рка — цінний папір, який є свідоцтвом оплати поштового відправлення. Використовується шляхом наклеювання на предмет поштової пересилки і наступного погашення поштовим штемпелем. Наука про поштові марки має назву — філателія.

## Історія виникнення

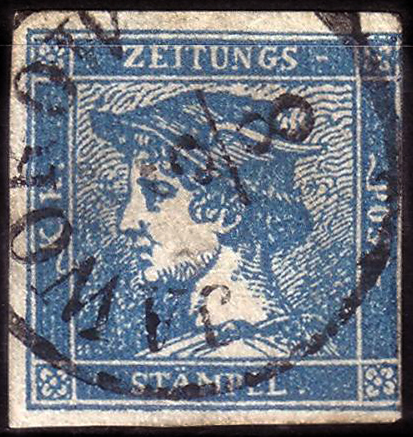
Австрійська синя марка з Меркурієм, погашена в Яворові, Україна (1854)

Історики філателії відзначають кілька ранніх проектів створення поштової марки. Цю ідею висували і шведський лейтенант К. Треффенберг (1832), і словенський чиновник Л. Кошір (1836), і англійський видавець Д. Чалмерс (1837) та інші.

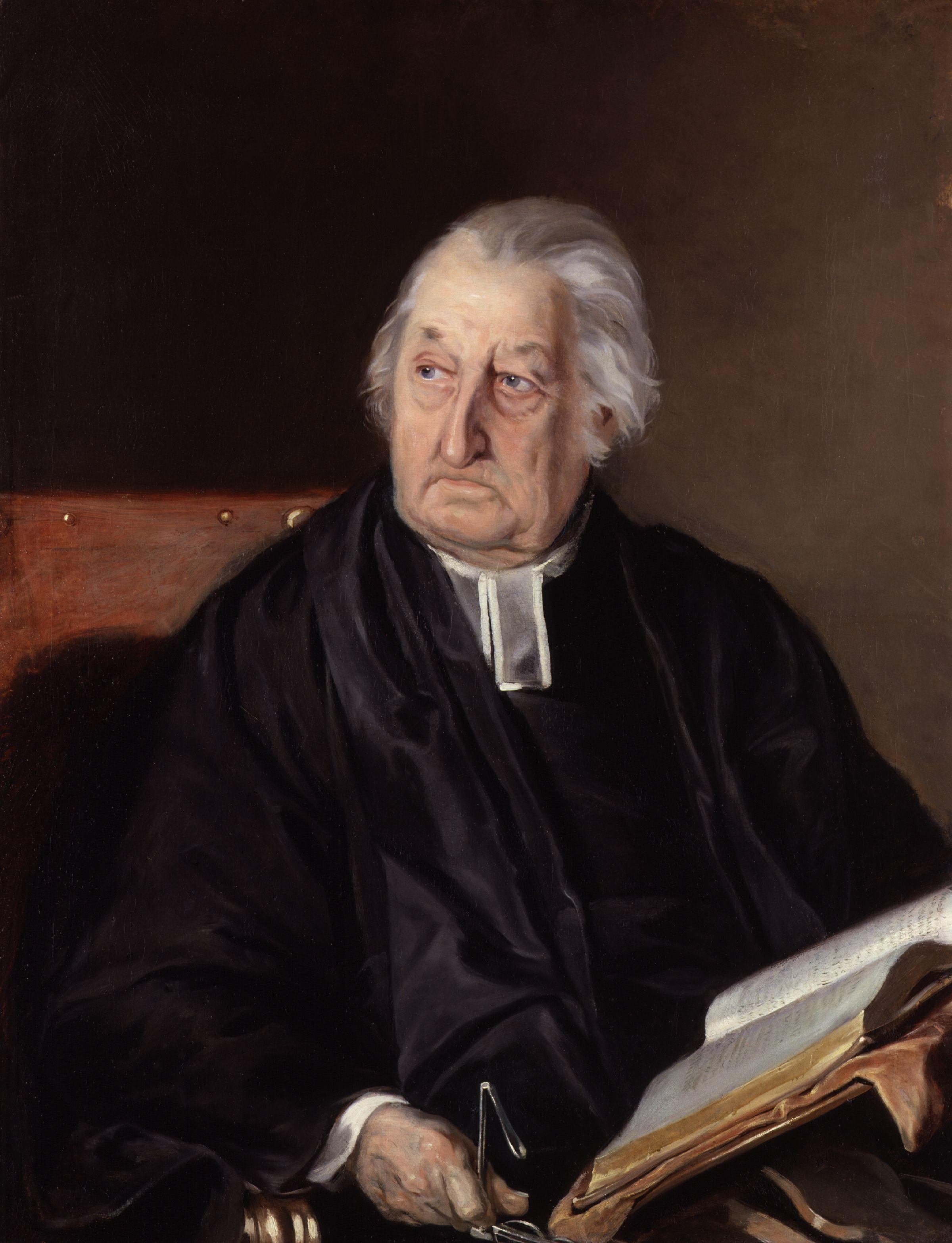
Сер Роуленд Хілл — автор першої у світі поштової марки

Однак запровадження наклеюваної поштової марки пов'язують з ім'ям англійського поштмейстера Роуленда Хілла, автора ескізу першої у світі поштової марки (з нім. mark — поштовий знак різної вартості, свідчення оплати державного збору), яка увійшла в обіг 6 травня 1840 р. в Англії.
Згодом Всесвітній поштовий союз запровадив правило, що на кожній поштовій марці має бути позначена латинським шрифтом країна-емітент. Великій Британії, як державі, що перша впровадила поштові марки, було дозволено цього правила не дотримуватися — тому всі надруковані там марки не мають назви держави.
В історії філателії перша марка відома під назвою «чорний пенні». Цим ім'ям марка завдячує тому, що надрукована була чорною фарбою з номіналом 1 пенні. Марка мала водяний знак у вигляді малої корони. На ній зображено портрет тодішньої королеви Великої Британії Вікторії. Зубці, як і назва країни, відсутні.

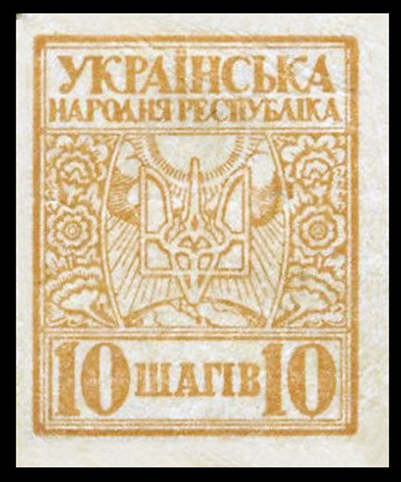
Марка Української Народної Республіки вартістю 10 шагів

Перейнявши почин Англії, почали випускати поштові марки й інші країни. 1 червня 1850 запровадили поштові марки в Австрійській імперії, які продавали у Львові на площі Ринок. 10 грудня 1857 р. було випущено першу загальнодержавну поштову марку Росії, яка увійшла в обіг наступного 1858 р. На ній зображено державний герб у блакитному овалі, взятому в рамку, на фоні мантії, увінчаної короною. Марка була теж без зубців.
1861 року вийшов перший друкований список поштових марок «Опис відомих досі поштових марок» авторства Оскара Берже-Левро, в який були включені всі 973 відомі на той час марки.
У Кіровоградському обласному держархіві зберігається Справа Єлисаветградської поштово-телеграфної контори, а в ній цікавий документ — циркуляр з Головного управління пошт і телеграфу на ім'я начальника цієї контори, в якому повідомляється, що «с 1913 года в Елисаветграде, равно как и во всей Российской империи, вводятся новые знаки почтовой оплаты с портретным изображением Государей царствующего дома и двух исторических зданий».

### Перші українські
В Україні поштові марки вперше з'явилися в часи створення незалежної Української держави в 1918 р. Творцями сюжетів цих поштових мініатюр були видатні графіки Георгій Нарбут і Антін Середа. Після цього понад 70 років Україна жила без власних марок, хоча ще 1947 року УРСР стала членом Всесвітнього поштового союзу. Лише з 1992 р. в Україні почали друкувати власні марки незалежної держави.

## Способи друку

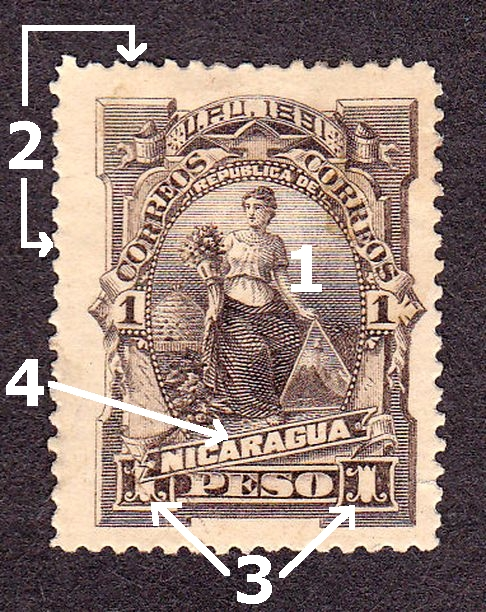
Поштова марка Нікарагуа, 1891 рік, автор - Nicagura Post Office. Stamp artist unknown, work more than 70 years old.

Компоненти зображеної поштової марки: 
- 1 — Зображення;
- 2 — Перфорація;
- 3 — Номінал;
- 4 — Назва країни.

Цікава й історія виготовлення поштових марок. Спочатку їх друкували на дуже недосконалих машинах, іноді навіть вручну, використовуючи при цьому техніку гравюри — спосіб розмножування малюнка за допомогою друкарської форми з дерева, металу, пластмаси, лінолеуму тощо.
У наш час поштові марки друкують на високоякісному папері фарбами з високим балом світло- та водостійкості. Але подекуди марки друкують не лише на папері, а й на інших матеріалах — на шовку, на синтетичному матеріалі — дедероні, на алюмінієвій, срібній і навіть золотій фользі. Так, незвичні марки на золотій і срібній фользі у вигляді монет, у формі острова або серця видають з 1963 року острови Тонга, що в Тихому океані. Але найекстравагантніші марки видає Бутан (держава у Гімалаях): у тривимірному зображенні, зі стереоскопічним ефектом, факсимільні репродукції картин Ван Гога, Коро, Моне і Мілле. Поверхня цих марок має ті ж нерівності, що й оригінал, видно окремі мазки пензля, різна товщина шару фарб відчутна на дотик. А 1947 року були видані навіть барельєфні марки з твердого пластику, на яких було подане об'ємне (барельєфне) зображення античних скульптур.
Траплялися і випадки, коли марки друкувалися навіть не на чистому папері. В Уганді, наприклад, 1895 року через нестачу паперу і відсутність поліграфічної бази було надруковано на друкарській машинці серію з 12 марок на зворотному боці проповідей. А в Латвії у 1918–1920 роках марки друкували на зворотному боці залишків топографічних карт, недодрукованих банкнот, лінованому папері з учнівських зошитів.
Для марок нині здебільшого застосовують білий папір або, точніше, майже білий — сіруватий, жовтуватий, голубуватий. Іноді трапляється і тонований папір, забарвлений з одного боку, і кольоровий, що має однорідний тон з обох боків.
Зворотний бік марок гумують (проклеюють). В окремих країнах з вологим тропічним кліматом, щоб запобігти злипанню аркушів, марки випускали без клею. Іноді для економії клей наносили не суцільним шаром, а у вигляді стрічок, кружалець. Подекуди як вид прикраси та один із засобів проти фальсифікації клей за допомогою спеціальних форм наносили у вигляді візерунків, монограм. За кольором клей здебільшого буває жовтуватий, коричнюватий, а останнім часом частіше білий.
З метою полегшення відокремлення марок від аркуша та однієї від одної аркуш перфорують (проколюють). Перші марки не перфорувалися, їх відрізали ножицями. Перфорувальну машину винайшов працівник Дублінського поштамту Генрі Аргер. Перші марки із зубцями з'явилися в Англії 1854 року.

## Зображення на марках

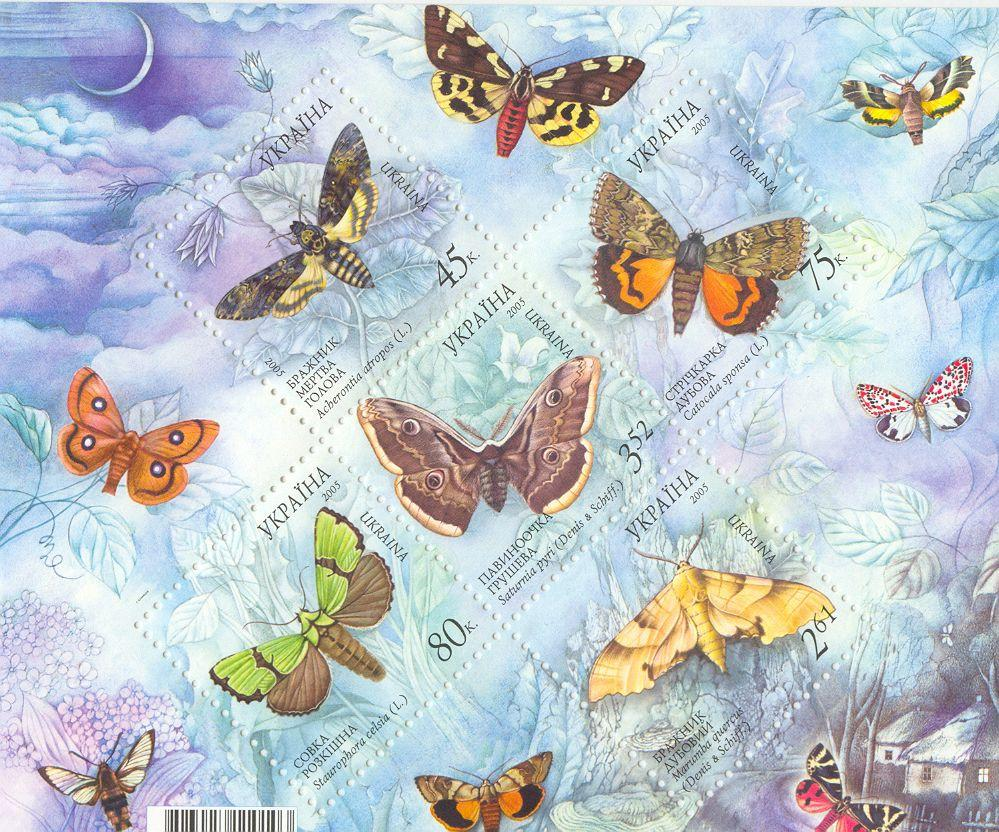
Блок марок «Метелики», видавництво «Марка України», автор Геннадій Кузнєцов; дата виходу — 11.02.2005

Спеціалісти поділяють марки на стандартні та комеморативні. До стандартних належать випуски марок (поодиноких і серійних) здебільшого невеликих розмірів, які випускають багатомільйонними тиражами для масового користування. До комеморативних (пам'ятних) належать марки, присвячені пам'яті державних діячів, видатних діячів науки і культури, ювілеям знаменних дат, подіям недавнім і тим, що наближаються. Інші відтворюють архітектурні пам'ятники, туристичні об'єкти, експонати музеїв і картинних галерей, фауну та флору країни тощо. Такі марки, на відміну від стандартних, іноді називають художніми.
Різняться марки і за формою. Перші марки, як відомо, випускали у формі вертикального прямокутника, але згодом почали випускати у формі горизонтального прямокутника, круглі, у формі квадрата, трикутника, шестикутника, восьмикутника, ромба.
Надзвичайно високою цінністю серед філателістів користуються поштові марки, зображення на яких були виконані з помилками або неточностями. Так, у листопаді 2023 року, на аукціоні Robert A Siegel Auction Galleries в Нью-Йорку (США), поштову марку, яка серед колекціонерів має назву «Перевернута Дженні» (1918), була продана за 2 млн доларів США.

## Філателісти
Одразу після появи поштової марки з'явилися і поціновувачі, які зрозуміли не лише її безпосереднє практичне значення, а й художню цінність, як твору прикладної графіки малих форм. Так поштова марка стала предметом колекціонування, а людей, які почали збирати знаки поштової оплати, з середини 60-х років XIX століття стали називати філателістами. Характерним прикладом жанрової композиції, яка стосувалася захопленню філателією стала картина швейцарського художника першої половини XX століття Франсуа Барро «Філателіст», (1929 р.).
У 1852 році, в Брюсселі вперше експонувалася колекція марок, а перша справді філателістична виставка відбулася у 1870 році у Дрездені. Першим товариством колекціонерів марок вважають товариство, засноване в США 1861 року. А вже 1862 року в Англії виходить перший філателістичний журнал.
У Російській імперії колекціонування поштових марок поширюється з 60-х років XIX століття. У 1883 році відбулися організаційні збори групи московських філателістів, які заснували Московське товариство збирачів поштових марок. У 1888 році в Києві вийшла перша книга про земські поштові марки, а через три роки в Петербурзі — посібник з колекціонування знаків поштової оплати. У 1896 році в Києві почав виходити журнал «Марки», а з 1897 року у Петербурзі друкувався журнал «Всемирная почта», який вміщував на своїх сторінках інформацію про філателістичні новини, систематичний каталог російських поштових марок, філателістичні дослідження, короткі дописи про діяльність філателістичних гуртків.
У 1926 року було створено Міжнародну федерацію філателії. Сьогодні в Україні існує Асоціація філателістів, друкується журнал «Філателія України».

## Музеї та зібрання

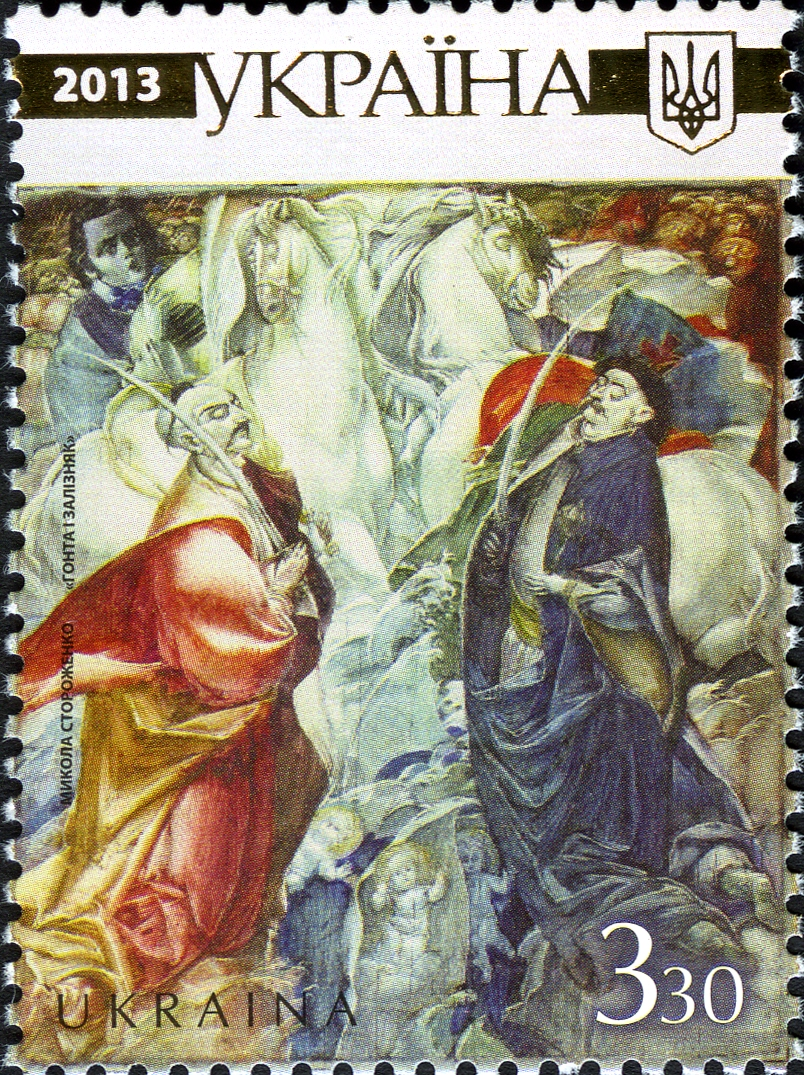
Стороженко Микола Андрійович, марка «Гонта і Залізняк», 2013 р.

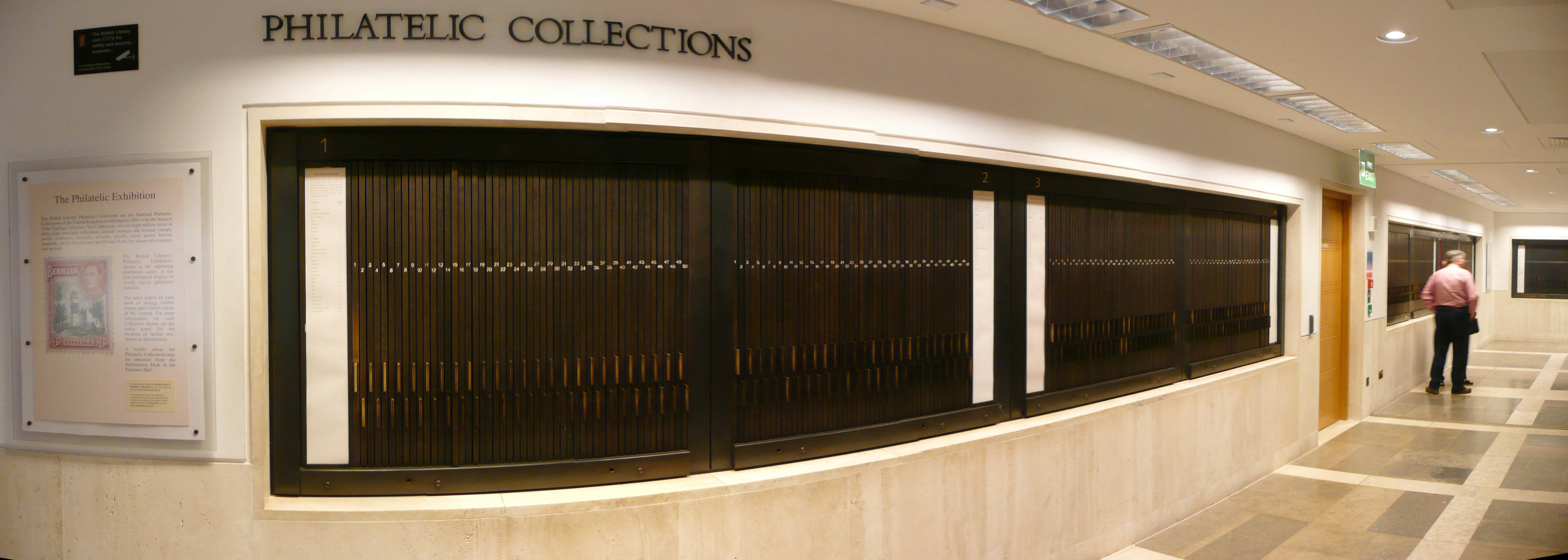
Експозиція Британської бібліотеки

У понад 40 країнах світу існують музеї поштових марок, пошти й філателії. В Санкт-Петербурзі (Росія) таку експозицію має музей зв'язку імені О. С. Попова. Одним з найстаріших закладів є Берлінський поштовий музей. Один з найкращих музеїв поштових марок функціонує в Будапешті (Угорщина). Величезна колекція марок (понад 250 тис.) експонується у Британському національному поштовому музеї (Лондон). Великі музеї марок з багатими філателістичними колекціями є в Празі, Каїрі, Делі, Стокгольмі, Вашингтоні, Ольборгу (Данія), Токіо.
У художньо-меморіальному музеї Осмьоркіна, що в Кропивницькому, також зберігається знана колекція поштових художніх марок, яка налічує понад 250 цікавих експонатів. Це серії марок, які представляють шедеври образотворчого мистецтва із музейних зібрань — Ермітажу і Російського музею в Санкт-Петербурзі, Третьяковської галереї і Музею образотворчих мистецтв імені О. С. Пушкіна в Москві, Національного музею мистецтв у Гавані (Куба) та інших.

### Нормативні документи
- ГСТУ 45.027-2003. Зв'язок поштовий. Марки та блоки поштові. Технічні умови.
- Наказ Міністерства транспорту та зв'язку України від 24.06.2010 № 388 «Про затвердження Положення про знаки поштової оплати»

### Інше
- Видавництво «Марка України»
- Поштові марки України Сучасні поштові марки України на www.marka.biz.ua (Перевірено 3 жовтня 2011)
- Joseph Luft's Philatelic Resources on the Web (While this is one of the largest philatelic links web sites it has not been updated since January 2003, many links are broken.)
- Stamp Collecting News — Provides updates on new stamp issues from around the world
- Philatelic Dictionary
- U.S. Postal rates through the years
- History of postage stamps and collecting of stamps
- American Philatelic Society
- British North American Philatelic Society
- The Largest and most complete Stamps, Postage Stamps directory for Philatelists
- Історія марок на Сході(перс.)